# Cephalodella lindamayae
Cephalodella lindamayae är en hjuldjursart som beskrevs av Koste och Russell J.Shiel 1986. Cephalodella lindamayae ingår i släktet Cephalodella och familjen Notommatidae. Inga underarter finns listade i Catalogue of Life.